# Mauritius "Post Office"

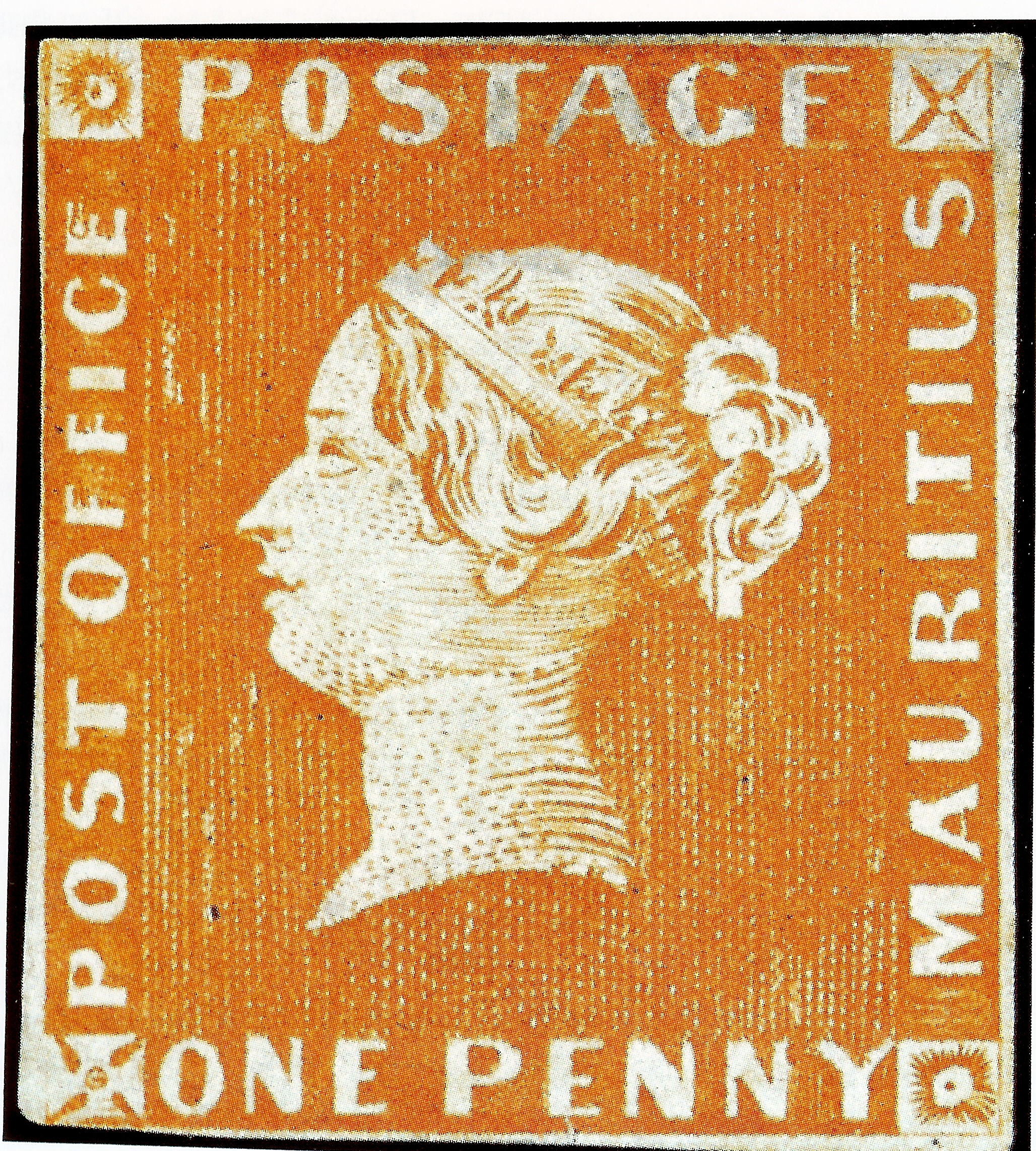
Znaczek o nominale 1 pensa

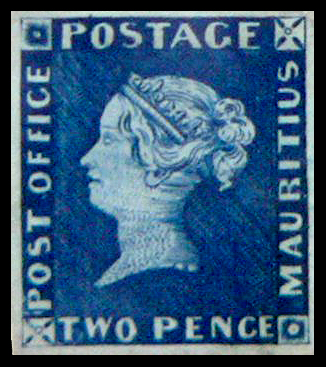
Znaczek o nominale 2 pensów

Mauritius Post Office – określenie dwóch znaczków pocztowych, o nominale jednego i dwóch pensów, wyemitowanych w 1847 roku na Mauritiusie. Oba są uważane przez filatelistów za jedne z najrzadszych i najcenniejszych znaczków na świecie. Znaczki z podobizną królowej Wiktorii zostały wydrukowane techniką druku wklęsłego w liczbie 500 egzemplarzy każdy we wrześniu 1847 roku. W 1981 roku na całym świecie znanych było 27 zachowanych egzemplarzy tych znaczków. W 2001 roku w Port Louis na Mauritiusie otwarto Blue Penny Museum, którego narracja zbudowana jest wokół historii znaczków.
Popularna jest opinia, że napis „Post Office” wydrukowany na lewym marginesie obu znaczków był wynikiem błędu, jednak obecnie specjaliści uważają, że napis „Post Office” zamiast zwyczajowego „Post Paid” był umieszczony na nich celowo.